# Alejandro Jenkins
Alejandro Jenkins Villalobos (San José, Costa Rica, 17 de octubre de 1979) es un físico teórico costarricense. Actualmente es profesor de la Universidad de Costa Rica y miembro de la Academia Nacional de Ciencias de Costa Rica. Ha trabajado en aplicaciones de la teoría cuántica de campos a la física de partículas y la cosmología, así como en el estudio de los sistemas dinámicos autooscilantorios y de la termodinámica cuántica.

## Educación y empleo
Jenkins ingresó a la Universidad de Costa Rica en 1997, cursando brevemente la carrera de matemáticas. Luego asistió a la Universidad de Harvard, de donde se graduó en el 2001 con una licenciatura en física y matemáticas. Recibió su doctorado en física teórica en Caltech en 2006, trabajando bajo al supervisión de Mark Wise en un tesis titulada «Temas de física de partículas y cosmología más allá del modelo estándar». Parte del trabajo de la tesis doctoral de Jenkins versó sobre modelos de energía oscura en cosmología.
Jenkins fue investigador postdoctoral en Caltech (2006), en el Centro de Física Teórica del MIT (2006-09) y en el grupo de física de altas energías de la Universidad Estatal de Florida (2009-2012). Se convirtió en profesor de física en la Universidad de Costa Rica en 2013 y fue elegido como miembro de la Academia Nacional de Ciencias de Costa Rica en 2015.

## Investigación

### Masa de quarks y «congenialidad» con la vida

#### El principio antrópico
En física y cosmología, se denomina «principio antrópico» a un conjunto de ideas que parten de que las observaciones del Universo físico deben ser compatibles con la existencia de alguna forma de vida inteligencia capaz de llevar a cabo esas observaciones. En una de sus formas, este principio establece que no es una coincidencia que las constantes físicas fundamentales tomen ciertos valores muy particulares que hacen que las leyes de la física sean consistentes con la existencia de la vida tal y como la conocemos en la Tierra, en lugar de que esas constantes tomen otros valores que no serían compatibles con la presencia de esa vida. Según el llamado «principio antrópico débil», esta aparente coincidencia es, en realidad, una necesidad ya que de otra manera esos valores de las constantes física no podrían ser medidos por ningún observador consciente.

##### Las contribuciones de Jenkins
Robert Jaffe, Jenkins e Itamar Kimchi consideraron cómo, si los valores de las masas de los quarks fueran distintos de los valores observados en nuestro universo, se vería afectada la posibilidad de formar isótopos estables de carbono e hidrógeno, necesarios para que se dé la química orgánica. De sus cálculos teóricos concluyeron que, dentro de los diversos universos potenciales que examinaron, muchos tenían propiedades muy diferentes a las nuestras, pero que, no obstante, la vida basada en la química orgánica aún podía desarrollarse. En algunos casos, donde las formas de carbono que encontramos en nuestro universo eran inestables, se identificaron como posibles otras formas de carbono estable.
La revista Physics de la Sociedad Estadounidense de Física destacó el trabajo de Jaffe, Jenkins y Kimchi sobre las limitaciones antrópicas de las masas de los quarks. Ese trabajo, junto con la investigación de otros teóricos sobre la posibilidad de un weakless universe (un universo sin interacción nuclear débil) antrópicamente permitido, fue resumido en el artículo de portada de la revista Scientific American de enero de 2010, del que Jenkins fue coautor con el físico de partículas israelí Gilad Perez. Jenkins también explicó su trabajo en una aparición de 2015 en el programa de televisión Through the Wormhole.

### Autooscilación y termodinámica
El artículo de reseña de Jenkins sobre la física de los autoosciladores fue publicada por Physics Reports en 2013. Jenkins también ha colaborado con el físico matemático Robert Alicki y el químico teórico David Gelbwaser-Klimovsky en la aplicación de ideas relacionadas, para llegar a una mejor comprensión de la termodinámica de no equilibrio y la termodinámica cuántica, con una aplicación particular a la física microscópica de las células solares y del efecto triboeléctrico. Con la experimentalista Elizabeth von Hauff, también han presentado un nuevo modelo dinámico del bombeo de carga eléctrica en las baterías.